# 약산초등학교 우두분교
약산초등학교 우두분교는 대한민국 전라남도 완도군 약산면 우두리 1047에 있었던 초등학교 분교이다.

## 연혁
- 일자미상 약산국민학교 우두분교 설립 인가
- 1968년 12월 7일 우두분교장 개교 및 도서벽지학교 '을'급 지정
- 1986년 1월 1일 도서벽지학교 '다'급 조정
- 1996년 3월 1일 약산초등학교 우두분교 개편
- 1998년 3월 1일 폐교 및 약산초등학교 통폐합